# روانامه

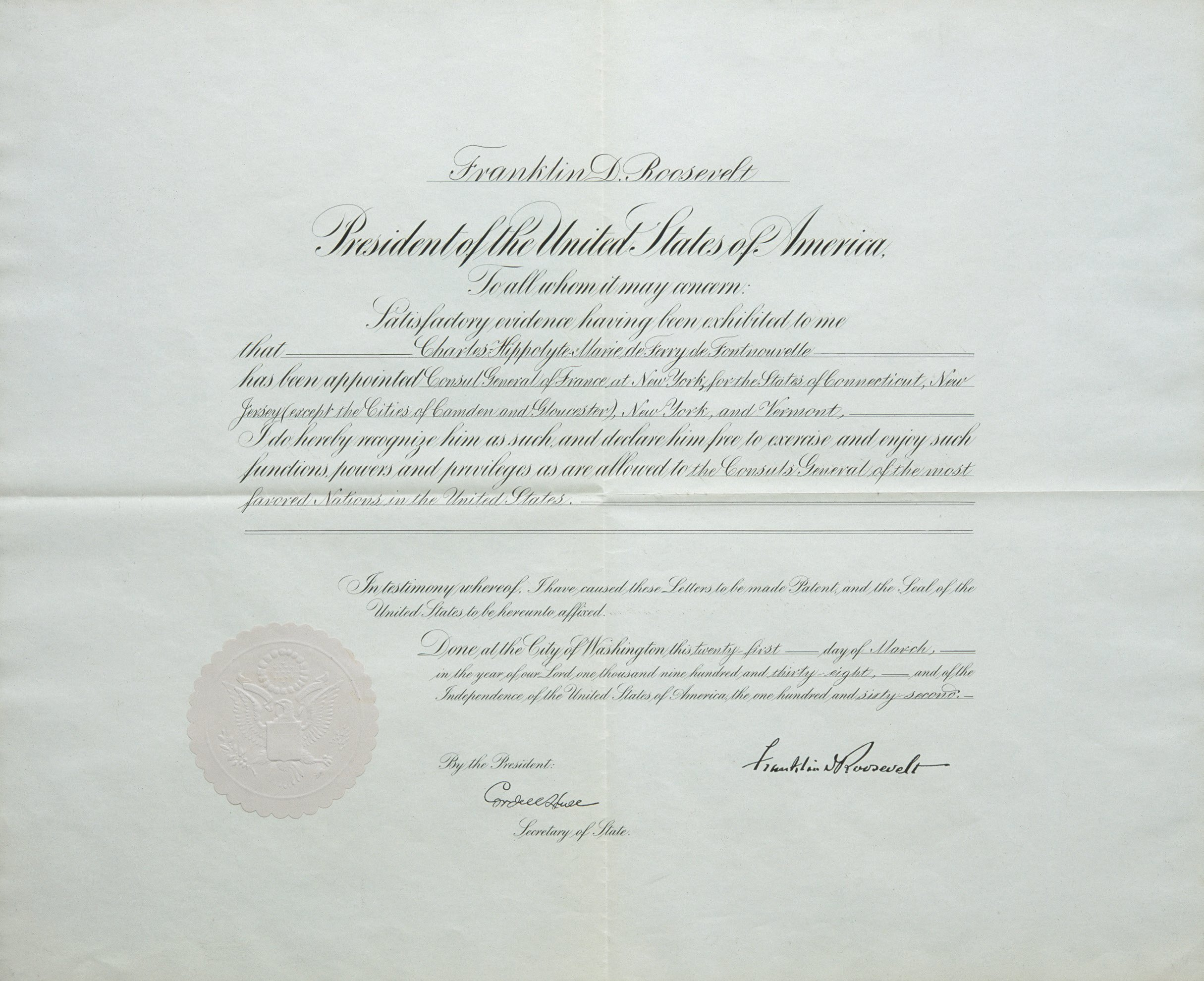
یک روانامه برای کنسول فرانسه شارل فری دو فون‌نوول در ۱۹۳۸ که به امضاء فرانکلین روزولت رسیده‌است.

رَوانامه (به فارسی افغانستان:اگزواتور) فرمانی است که رئیس کشوری به کنسول های کشور بیگانه می‌دهد و آن‌ها را برای انجام مأموریت مجاز می‌کند.
روانامه به‌ رسمیت شناختن کنسول‌ها از سوی کشور میزبان را تضمین می‌کند.

## در پیمان وین
برپایه ماده ۱۹ پیمان وین: در صورتی که قوانین و مقررات دولت فرستنده ایجاب کند- این دولت می‌تواند جهت مأمور کنسولی که رئیس پست کنسولی نباشد- از دولت پذیرنده تقاضای صدور روانامه نماید.
و هرگاه قوانین و مقررات دولت پذیرنده ایجاب کند- این دولت می‌تواند به مأمور کنسولی که رئیس پست کنسولی نباشد- روانامه اعطا نماید.
برپایه ماده ۱۶ پیمان وین دربارهٔ روابط کنسولی، تقدم روسای پست‌های کنسولی در هر طبقه به ترتیب تاریخ اعطای روانامه خواهد بود.
با این حال هرگاه رئیس یک پست کنسولی پیش از دریافت روانامه برای انجام وظایف خود به‌طور موقت پذیرفته شود- حق تقدم او طبق تاریخ پذیرش موقت تعیین خواهد شد و این حق بعد از اعطای روانامه محفوظ خواهد ماند.
ترتیب تقدم بین دو یا چند رئیس پست کنسولی که در یک تاریخ روانامه یا پذیرش موقت دریافت داشته‌اند طبق تاریخی که حکم مأموریت اسناد مشابه یا اعلامیه انتصاب (مذکور در بند ۳ ماده ۱۱ پیمان وین) به دولت پذیرنده تقدیم شده- تعیین می‌گردد.
برپایه ماده ۲۳- اشخاصی که نامطلوب اعلام می‌شوند. ۱- دولت پذیرنده می‌تواند در هر زمان به دولت فرستنده اطلاع دهد که یکی از مأموران کنسولی را شخصی نامطلوب می داند یا هر یک از کارکنان دیگر کنسولی را غیرقابل قبول می شمارد در این صورت دولت فرستنده حسب مورد شخص مورد نظر را فرا خوانده یا به مأموریت او در آن پست کنسولی پایان می‌دهد.
۲- اگر دولت فرستنده انجام تعهدات ناشی از بند اول این ماده امتناع ورزد یا این تعهدات را در ظرف مهلتی معقول انجام ندهد- دولت پذیرنده می‌تواند حسب مورد روانامه شخص مورد نظر را لغو کند- یا دیگر او را جز کارکنان پست کنسولی تلقی ننماید.